# Skull and Bones (игра)
Skull and Bones (с англ. — «Череп и Кости») — компьютерная игра в жанрах action-adventure и пошаговой тактики, разработанная Ubisoft Singapore для платформ Windows, PlayStation 5 и Xbox Series X/S. Издателем выступала компания Ubisoft. Выход игры состоялся 16 февраля 2024 года. Игра разворачивается вокруг тем пиратства и морских сражений.

## Игровой процесс
Skull and Bones — игра в жанре action-adventure от третьего лица, действие которой разворачивается в открытом мире. В начале игры игрок может создать героя — пиратского капитана, внешность которого может настроить по своему усмотрению, и имеет возможность в одиночку отправиться в плавание через Индийский океан в рамках однопользовательской кампании, или же присоединиться к группе до 5 других игроков для игры в PvP-режиме в спорных водах. На протяжении большей части Skull and Bones игрок управляет кораблём как единым целым, но в некоторых локациях может, управляя уже напрямую капитаном, сойти на берег и исследовать острова и порты. Сухопутные сегменты предназначены только для получения заданий и торговли, экшн-элементы в них не предусмотрены — бои проходят только на море. Некоторые острова и порты представляют собой «базы» игрока, где ему доступны разнообразные механики создания предметов и улучшения корабля.
Для получения преимущества в бою может быть использовано направление ветра. По ходу игрового процесса существует возможность получать дополнительные корабли, в том числе боевые шлюпы, фрегаты и бригантины, вооружённые мортирами, бортовыми пушками и ракетами. Помимо этого корабли могут идти на таран и брать на абордаж. Степень нанесённого урона определяется шкалой здоровья. Ключевым компонентом сетевой игры является «Охота за трофеями» (англ. Loot Hunt) — игровой режим, в котором две команды игроков соревнуются в охоте за сокровищами и дальнейшем накоплении своих богатств. У каждого корабля есть воронье гнездо, с которого можно обозревать окрестности, а также доступны подзорные трубы. В игре имеются микротранзакции.

## Разработка
Skull and Bones стала первой игрой, разработку которой возглавила компания Ubisoft Singapore. Разработчики черпали вдохновение из морских сражений в компьютерной игре Assassin’s Creed IV: Black Flag. Ubisoft Singapore запустила программу «Хранители кода» (англ. Keepers of the Code), в рамках которой игроки помогают разработчикам доработать сервис игры.
Разработка игры началась в 2013 году.
Skull and Bones была впервые показана на пресс-конференции Ubisoft на Electronic Entertainment Expo 2017. На момент анонса Skull and Bones описывалась как «тактическая экшн-игра». Был подтверждён выход на Windows, PlayStation 4 и Xbox One, с улучшенными версиями для PlayStation 4 Pro и Xbox One X. Игру изначально планировалось выпустить в 3—4 квартале 2018 года, однако выход был перенесён на конец 2019 года, а затем — на неизвестную дату после марта 2020 года. В разговоре с инвесторами в октябре 2019 года CEO Ubisoft Ив Гиймо подтвердил, что игра была отложена по меньшей мере на финансовый год апрель 2021 — март 2022.
9 сентября 2020 года было опубликовано уточнение о ходе разработки. В нём было указано, что разработка была перезапущена, а также упомянуто, что к разработке были подключены и другие студии, такие как Ubisoft Berlin. Ubisoft использует в отношении Skull and Bones термин «AAAA-игра», а по данным LinkedIn, над ней работало более 350 сотрудников.
В мае 2021 года Ubisoft объявила об очередном переносе релиза игры на следующий финансовый год, начинающийся в апреле 2022 года. В июле 2022 года разработчики показали 3 трейлера игры, в которых был представлен геймплей игры и её игровая механика. Разработчики поделились информацией, что игра выйдет 8 ноября 2022 года, а также сообщили, что Windows-версия игры будет продаваться в Epic Games Store и Ubisoft Connect. В сентябре 2022 года разработчики проинформировали новостные сайты компьютерных игр, что игра выйдет 9 марта 2023 года.
В январе 2023 года компания Ubisoft перенесла выход игры на 2023—2024 финансовый год. Закрытая бета-версия была выпущена 25 августа 2023 года.
На The Game Awards 2023 был показан новый трейлер игры, тогда же была оглашена окончательная дата выхода — 16 февраля 2024 года.
Перед релизом Ив Гиймо, объясняя высокую стоимость игры, назвал Skull and Bones «игрой AAAA-класса» (высокобюджетные игры принято называть играми AAA-класса).

## Награды
После E3 2017 Skull and Bones была номинирована на награды «Лучшая оригинальная игра» и «Лучшая многопользовательская игра» на церемонии Game Critics Awards.

## Критика
| Сводный рейтинг       | Сводный рейтинг                        |
| Агрегатор             | Оценка                                 |
| --------------------- | -------------------------------------- |
| Metacritic            | (PC) 58/100 (PS5) 59/100 (XSXS) 63/100 |
| «Критиканство»        | 52/100                                 |
| Иноязычные издания    |                                        |
| Издание               | Оценка                                 |
| Digital Trends        | [ 36 ]                                 |
| Eurogamer             | [ 8 ]                                  |
| Game Informer         | 7,5/10                                 |
| GameSpot              | 4/10                                   |
| GamesRadar+           | [ 39 ]                                 |
| Hardcore Gamer        | [ 40 ]                                 |
| IGN                   | 7/10                                   |
| PCGamesN              | 4/10                                   |
| PC Gamer (US)         | 68/100                                 |
| Push Square           | [ 44 ]                                 |
| The Guardian          | [ 45 ]                                 |
| VideoGamer            | 7/10                                   |
| Русскоязычные издания |                                        |
| Издание               | Оценка                                 |
| StopGame.ru           | Мусор                                  |

По данным агрегатора рецензий Metacritic, Skull and Bones получила «смешанные или посредственные» отзывы критиков.

### Продажи
На старте физические издания игры продались в четыре раза хуже, чем Sea of Thieves. В общей сложности в игру сыграло менее миллиона человек (эти цифры включают и тех, кто опробовал игру на «бесплатных выходных»).

## Адаптации
В начале 2019 года было объявлено о сотрудничестве Ubisoft и Atlas Entertainment, в ходе которого будет создана адаптация Skull and Bones в виде телевизионного шоу.